# Capanna Bovarina
La capanna Bovarina è un rifugio alpino situato nel comune di Blenio, nel Canton Ticino, nella valle di Campo, nelle Alpi Lepontine, a 1.870 m s.l.m.

## Storia
Fu inaugurata nel 1971, e completamente ristrutturata nel 1998.

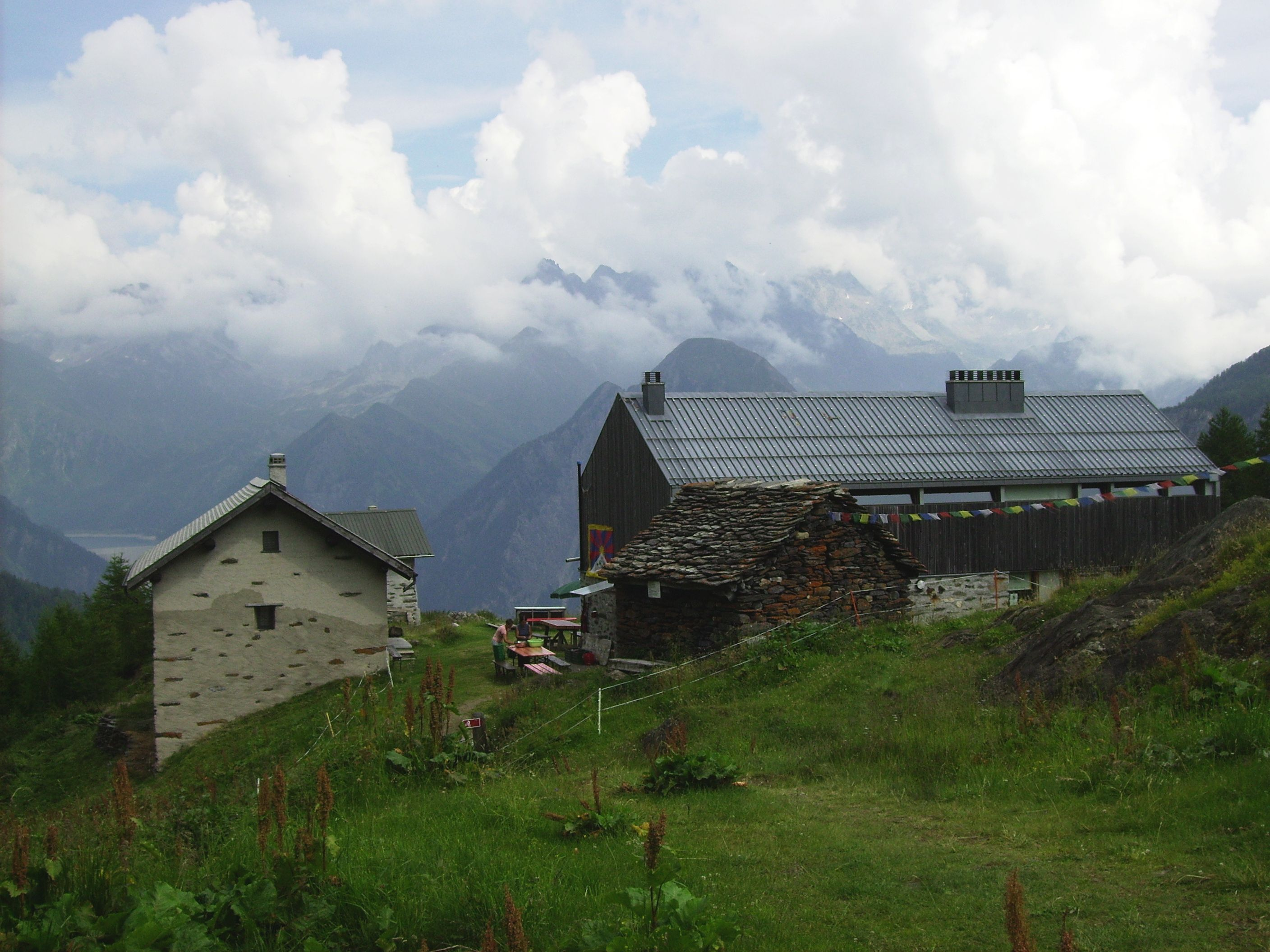
Visione estiva

## Caratteristiche e informazioni
La capanna è disposta su tre piani, con due refettori per un totale di 48 posti. In assenza del guardiano sono a disposizione piani di cottura sia a legna che a gas, completi di utensili di cucina. I servizi igienici e l'acqua corrente sono all'interno dell'edificio. Il riscaldamento è a legna. I posti letto sono suddivisi in 4 stanze: tre da 8 posti e una da 18 posti.

## Accessi
- Alpe Pradasca 1.738 m - è raggiungibile in auto in assenza di neve da Campo Blenio. - Tempo di percorrenza: 30 minuti - Dislivello: 132 metri - Difficoltà: T2
- Campo Blenio 1.216 m - è raggiungibile sempre anche con l'autobus di linea (linea 135) - Tempo di percorrenza: 2 ore e 15 minuti - Dislivello: 654 metri - Difficoltà: T2
- Passo del Lucomagno 1.915 m (altitudine massima del percorso 2.463 m)  - è raggiungibile sempre anche con l'autobus di linea (linea 136) - Tempo di percorrenza: 2 ore e 30 minuti - Dislivello: 548 metri - Difficoltà: T2

## Escursioni
- Lago Retico 2.372 m - Tempo di percorrenza: 1 ora e 30 minuti - Dislivello: 502 metri - Difficoltà: T2
- Passo Ganna Negra 2.463 m - Tempo di percorrenza: 2 ore - Dislivello: 593 metri - Difficoltà: T2

## Ascensioni

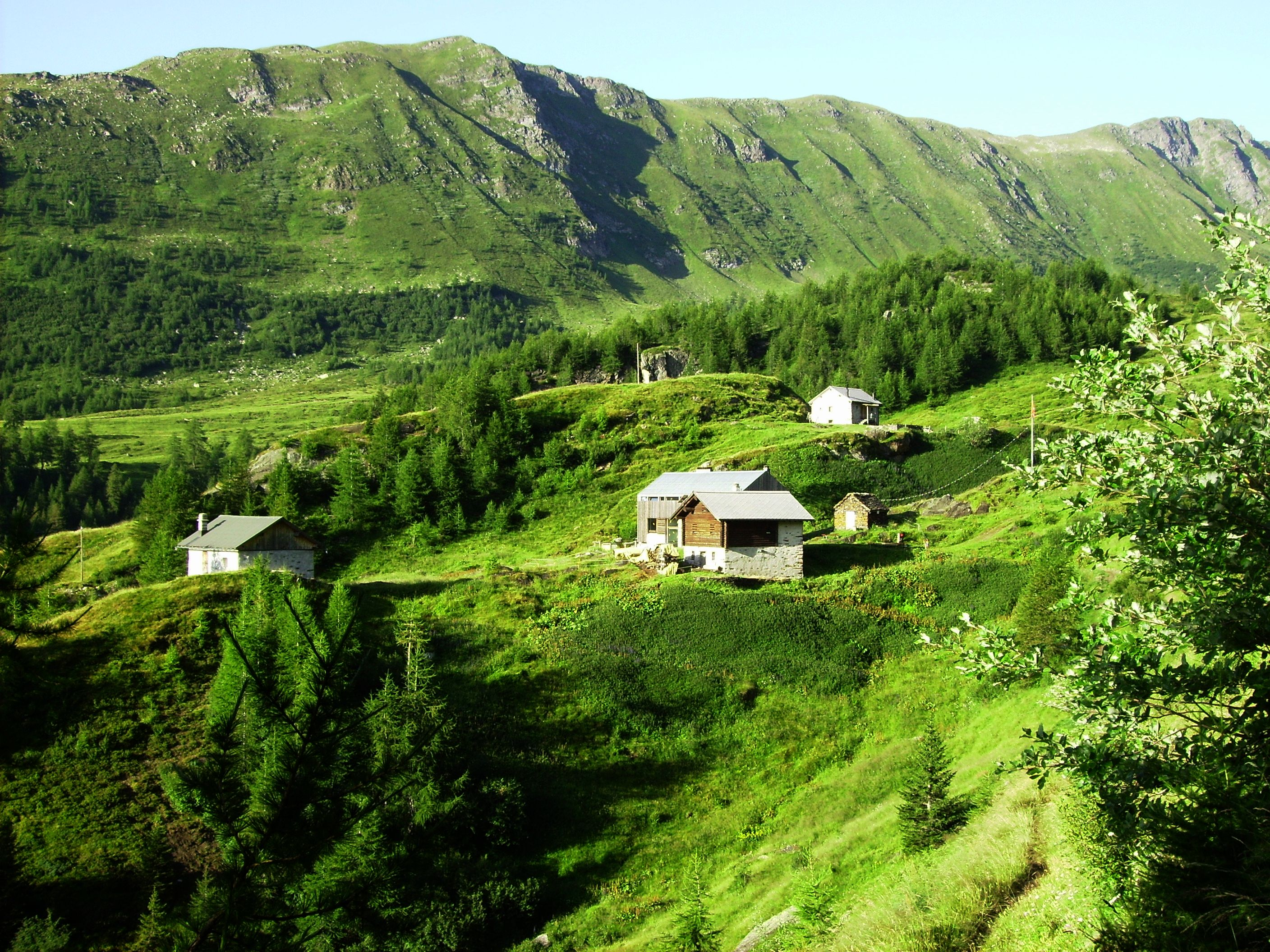
La capanna vista dal sentiero per il Lago Retico

- Cima Bianca 2.893 m - Tempo di percorrenza: 3 ore e 30 minuti - Dislivello: 1.023 metri
- Piz di Cadreigh 2.505 m - Tempo di percorrenza: 2 ore e 30 minuti - Dislivello: 635 metri
- Scopi 3.178 m - Tempo di percorrenza: 2 ore e 30 minuti - Dislivello: 1.308 metri
- Cima di Garina 2.780 m - Tempo di percorrenza: 3 ore - Dislivello: 910 metri

## Traversate
- Capanna Dötra 2 ore e 30 minuti
- Capanna Cadagno 4 ore e 30 minuti
- Capanna Scaletta 5 ore
- Capanna Cadlimo 5 ore